# Karel Škorpil

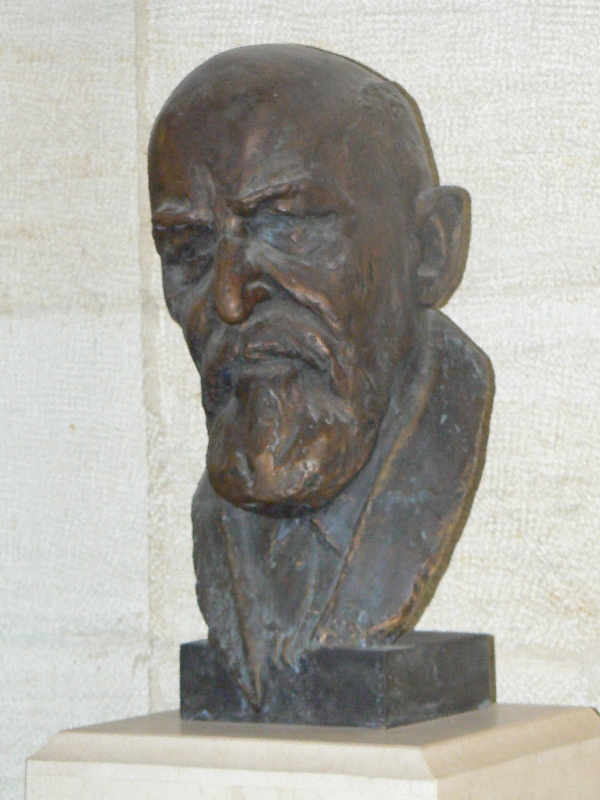
Busta Karla Škorpila v Archeologickém muzeu ve Varně

Karel Škorpil (15. července 1859, Vysoké Mýto – 9. března 1944, Varna) byl český archeolog, který objevil první bulharské hlavní město Plisku. S bratrem Hermenegildem působili v Bulharsku, položili základy bulharské archeologie a založili archeologické muzeum ve Varně.

## Život
Studoval na reálce v Pardubicích a na polytechnickém ústavě v Praze. Od roku 1882 působil jako profesor na různých gymnáziích v Bulharsku (Plovdiv, Veliko Tarnovo, Ruščuk, Varna) a při té příležitosti důkladně zkoumal bulharskou krajinu, zejména z archeologického hlediska. Jako první vyslovil hypotézu, že hlavním městem staré bulharské říše nebyl Preslav, nýbrž dnešní Pliska, blízko tehdejší vesnice Aboba. Tuto domněnku pak potvrdily vykopávky, kterých se také zúčastnil.
V roce 1913 ve Varně spoluzaložil fotbalový klub PFK Černo More Varna.

## Dílo
Společně s bratrem Hermenegildem vydali:
- Archeologički i istorički izslědovanija v Trakija (1885)
- Geografija i statistika na Bъlgarija
- Pametnici iz Bъlgarsko: Trakija (1888)
  - Černomorsko krajbrěžije (1892)
  - Sěveroiztočna Bъlgarija
  - Mogili (1898)
- Antische Inschriften aus Bulgarien (»Archaeologisch-epigraphische Mittheilungen« Wien, XV. až XVII.)
- O krašských zjevech v Bulharsku (»Rozpravy« české akademie IV.)
- Sources et pertes des eaux (»Mémoires de la société de spéléologie«, Paris 1898)
- Altbulgarische Inschriften (»»Archaeologisch-epigraphische Mittheilungen« XIX.)
- Památky thrácké (»České filologické museum« VI.)[3]

Na počest bratrů Škorpilových je pojmenována vesnice Škorpilovci na černomořském pobřeží Bulharska.